# Кайсен, Татьяна Сергеевна
Татьяна Сергеевна Кайсен (род. 25 декабря 2000, Кривой Рог, Днепропетровская область) — украинская легкоатлетка-спринтер.

## Биография
Родилась 25 декабря 2000 года.
Воспитанница криворожской ДЮСШ № 7.

## Спортивная карьера
Завоевала первый международный опыт на молодёжном чемпионате Европы 2016 года в Тбилиси, где выбыла в первом раунде в беге на 400 метров.
В 2017 году на чемпионате мира U18 в Найроби дошла до полуфинала на дистанции 200 метров, где выбыла с результатом 24,78 с.
В 2018 году не получила удовлетворительный результат на чемпионате мира U20 в Тампере на дистанции 400 метров.
На Чемпионате Европы по лёгкой атлетике U20-2019 сошла с дистанции на 200 метров в предыдущем раунде и финишировала восьмой в эстафете.
- Чемпионат Украины по лёгкой атлетике 2019 — золотая награда; 200 метров;
- Чемпионат Украины по лёгкой атлетике 2020 — бронзовая награда; 200 метров;
- Чемпионат Украины по лёгкой атлетике 2020 в помещении — бронзовая награда;
- Чемпионат Украины по лёгкой атлетике 2021 в помещении — участница;
- Чемпионат Украины по лёгкой атлетике 2022 — серебряная награда.

### Личные рекорды
- 200 метров: 23,66 с, 23 августа 2019 (Луцк);
- 200 метров (в помещении): 24,14 с, 1 февраля 2020 года (Сумы);
- 400 метров: 54,16 с, 11 июня 2019 года (Кропивницкий);
- 400 метров (в помещении): 54,91 с, 31 января 2020 года (Сумы).